# Upper Atmosphere Research Satellite
Az Upper Atmosphere Research Satellite (Felsőlégköri kutató műhold, UARS) a Föld légkörét, azon belül főleg az ózonréteget vizsgálta. 1991-ben indították a Discovery űrrepülőgéppel (STS–48). 14 éven keresztül végzett méréseket, 2005-re azonban elfogyott a hajtóanyaga és kikapcsolták. Azután fokozatosan egyre csökkent a pályamagassága, míg 2011-re elért a légkör sűrűbb tartományaiba, s a fékeződés miatt megsemmisült. Ennek helyét előre nem tudták meghatározni, de a műhold végül 14,1 déli szélességi és 170,2 nyugati hosszúsági fokon, nagyjából a Szamoa szigetek térségében hatolt be a légkörbe. Becslések szerint az összesen 495 kilogrammnyi műholddarab 480-1300 kilométeres sávban szóródott szét az óceánban, messze minden szárazföldtől. A becsapódásra közép-európai idő szerint 2011. szeptember 24-én reggel 5 óra 23 és 7 óra 9 perc között került sor.